# Nathan Smith (Eishockeyspieler, 1982)
Nathan Smith (* 9. Februar 1982 in Edmonton, Alberta) ist ein ehemaliger kanadischer Eishockeyspieler, der im Verlauf seiner aktiven Karriere zwischen 1998 und 2012 unter anderem 546 Spiele für die Manitoba Moose, Wilkes-Barre/Scranton Penguins, Lake Erie Monsters, Houston Aeros und Syracuse Crunch in der American Hockey League (AHL) auf der Position des rechten Flügelstürmers bestritten hat. Darüber hinaus absolvierte Smith weitere 26 Partien für die Vancouver Canucks, Pittsburgh Penguins und Minnesota Wild in der National Hockey League (NHL).

## Karriere
Nathan Smith begann seine Karriere als Eishockeyspieler bei den Swift Current Broncos, für die er von 1998 bis 2002 in der kanadischen Juniorenliga Western Hockey League (WHL) aktiv war. In diesem Zeitraum wurde er im NHL Entry Draft 2000 in der ersten Runde als insgesamt 23. Spieler von den Vancouver Canucks ausgewählt. Von 2002 bis 2007 war er Stammspieler bei deren Farmteam Manitoba Moose in der American Hockey League (AHL). Zudem kam er gelegentlich für Vancouver in der National Hockey League (NHL) zum Einsatz, in der er in diesem Zeitraum insgesamt acht Spiele für das Team aus der Provinz British Columbia bestritt. Am 12. Juli 2007 unterschrieb der Center einen Vertrag als Free Agent bei den Pittsburgh Penguins. Deren AHL-Farmteam Wilkes-Barre/Scranton Penguins führte er als Mannschaftskapitän in der Saison 2007/08 in das Playoff-Finale um den Calder Cup, musste sich in diesem mit seinem Team jedoch den Chicago Wolves geschlagen geben. Zudem stand er in der regulären Saison 13-mal für Pittsburgh in der NHL auf dem Eis.
Für die Saison 2008/09 unterschrieb Smith einen Vertrag als Free Agent bei der Colorado Avalanche, kam jedoch anschließend nur für deren AHL-Farmteam Lake Erie Monsters zum Einsatz. In der folgenden Spielzeit erzielte er für die Houston Aeros in 67 Spielen 37 Scorerpunkte, davon 14 Tore. Darüber hinaus absolvierte er weitere neun Spiele in der NHL. Für die Saison 2010/11 wurde der Kanadier von den Augsburger Panthern aus der Deutschen Eishockey Liga (DEL) verpflichtet. Bei den Panthern wurde er auf Anhieb Mannschaftskapitän und belegte mit seiner Mannschaft am Saisonende den letzten Tabellenplatz. Im August 2011 wurde der Offensivakteur von den Syracuse Crunch verpflichtet, nach 18 Spielen beendete er verletzungsbedingt seine Karriere.

## Erfolge und Auszeichnungen
- 2000 Teilnahme am CHL Top Prospects Game

## Karrierestatistik
(Legende zur Spielerstatistik: Sp oder GP = absolvierte Spiele; T oder G = erzielte Tore; V oder A = erzielte Assists; Pkt oder Pts = erzielte Scorerpunkte; SM oder PIM = erhaltene Strafminuten; +/− = Plus/Minus-Bilanz; PP = erzielte Überzahltore; SH = erzielte Unterzahltore; GW = erzielte Siegtore; 1 Play-downs/Relegation; Kursiv: Statistik nicht vollständig)